# Collin Benjamin
Collin Benjamin (Windhoek, 3 de agosto de 1978) es un exjugador y entrenador de fútbol namibio. Actualmente dirige a la selección de Namibia.

## Carrera como jugador
Comenzó su carrera en Namibia con el FC Civics. En 1999 se mudó a Alemania, donde jugó por primera vez desde julio de 1999 hasta diciembre del mismo año para el club de Hamburgo Germania Schnelsen y desde enero de 2000 hasta diciembre de 2000 para el FC Elmshorn.
Benjamin fue jugador profesional en el Hamburgo desde julio de 2001 hasta finales de mayo de 2011, lo que lo convirtió en el jugador con más años de servicio en el equipo. Al final de la temporada 2010-11 su contrato no fue prorrogado. A principios de junio de 2011 se trasladó al club de segunda división 1860 Múnich en una transferencia gratuita. Allí firmó un contrato hasta el 30 de junio de 2012, que incluía una opción de prórroga por un año. El 17 de julio de 2011, Benjamin hizo su debut con el entrenador Reiner Maurer en un partido contra el Eintracht Braunschweig. No prorrogó su contrato con el Múnich, que expiró al final de la temporada, y decidió retirarse del fútbol profesional.

## Carrera internacional
Benjamin representó a Namibia en la Copa Africana de Naciones de 2008 y disputó en total 32 partidos internacionales. Fue capitán del equipo durante varios años.

## Carrera como entrenador
En la primavera de 2013, Benjamin regresó al TSV 1860 y completó una pasantía de entrenador en la academia juvenil del club. En la temporada 2013/14 fue el principal responsable de la Sub-13. Al mismo tiempo, completó su licencia de entrenador. Para la temporada 2014/15, Benjamin se convirtió en entrenador asistente de Torsten Fröhling en el segundo equipo. Después de que Markus von Ahlen fuera despedido y Fröhling fuera ascendido posteriormente a entrenador del primer equipo, Benjamin se convirtió en entrenador asistente del 1860 Múnich. En enero de 2016 rescindió su contrato con el TSV 1860 por motivos personales.
Desde finales de agosto de 2018, ha sido el segundo entrenador de la selección nacional de Namibia y asumió como entrenador en 2022, firmando un contrato por cinco años.

## Vida privada
Collin Benjamin fundó y mantuvo durante varios años la "Academia de fútbol Collin Benjamin" con sede en Namibia, que se había propuesto la tarea de promover la juventud namibiana del fútbol. Tura Magic, club de la Segunda División de Namibia, surgió de la escuela deportiva.
Desde 2016 ha querido montar un nuevo centro de formación de fútbol en Windhoek para promover a los jugadores jóvenes. En un informe de prensa también contó su historia: “Recuerdo cuando los Brave Warriors perdieron 4-0 ante Zambia en 1992. Leí sobre el juego en la República y algunos jugadores de Zambia fueron referidos allí como 'Beroepspelers'. Cuando mi madre preguntó qué significaba eso, explicó que eran jugadores profesionales que jugaban al fútbol para ganarse la vida. Al principio no podía creer que les pagaran por jugar al fútbol, pero luego decidí hacer lo mismo. Esa fue mi visión y comencé a seguir este camino”. En diciembre de 2016 se le otorgó el Estadio Khomasdal para la "Primera Escuela de Fútbol de Windhoek" por 30 años.
Benjamín está casado y tiene dos hijos. Ha estado viviendo permanentemente en la capital de Namibia, Windhoek, desde 2016.

## Clubes

### Como jugador
| Club               | País     | Año       |
| ------------------ | -------- | --------- |
| FC Civics          | Namibia  | 1996-1999 |
| Germania Schnelsen | Alemania | 1999      |
| FC Elmshorn        | Alemania | 2000      |
| Hamburgo           | Alemania | 2001-2011 |
| 1860 Múnich        | Alemania | 2011-2012 |

### Como entrenador
| Club                 | País    | Año           |
| -------------------- | ------- | ------------- |
| Selección de Namibia | Namibia | 2022-presente |